# Ștefan Avrămescu
Ștefăniță-Alin Avrămescu, cunoscut ca Ștefan Avrămescu, (n. 23 ianuarie 1989) este un politician român, ales deputat în 2024 din partea partidului Alianța pentru Unirea Românilor (AUR). 
O analiză din iunie 2025, realizată de Europa Liberă, relevă că el s‑a aflat printre cei 17 parlamentari care dețin proprietăți în București sau județul Ilfov și care, în același timp, încasau chirii de la stat.
În 2015, Ștefăniță-Alin Avrămescu a lucrat în Senat, unde a avut responsabilități legate de comunicarea oficială a președintelui camerei superioare a Parlamentului - la vremea aceea, Călin Popescu Tăriceanu. A redactat declarații publice, comunicate de presă și mesaje, contribuind astfel la gestionarea imaginii și comunicării instituției. Conform declarației de avere, deține jumătate dintr-o casă de 146 de metri pătrați în Bragadiru, județul Ilfov, împreună cu soția, care lucrează la Hidroelectrica. Mai are jumătate de casă și în Buzău.